# Proteína de choque térmico

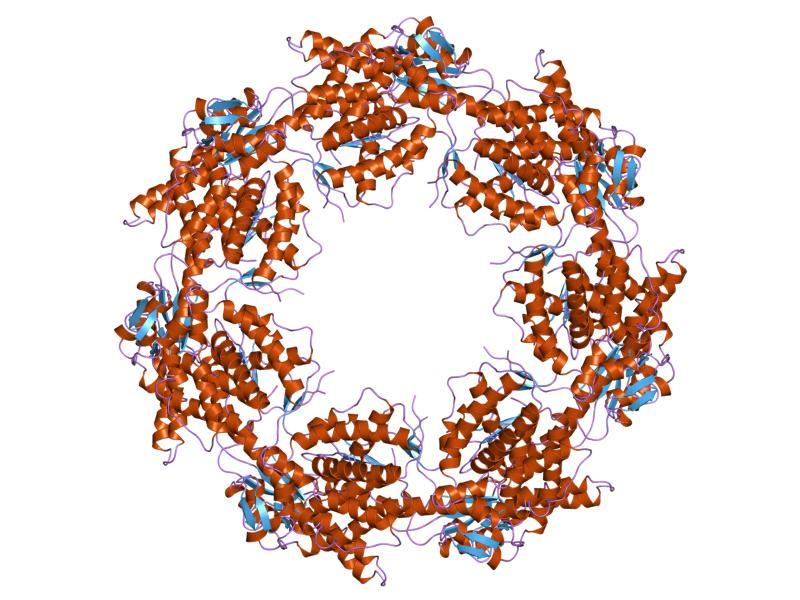
Estructura de la chaperonina bacteriana GroEL.

Las proteínas de choque térmico (HSP, del inglés Heat Shock Proteins), son un conjunto de proteínas que producen las células tanto de organismos unicelulares como pluricelulares, cuando se encuentran en un medio ambiente que le provoca cualquier tipo de estrés. 
Las HSP son unas proteínas que se encuentran muy conservadas en la historia evolutiva de todos los seres vivos, puesto que aparecen con función y estructura muy similar en archaea, bacterias, levaduras, plantas y animales.

## Descubrimiento de las HSP
En 1962, Ferrucio Ritossa observó en células de las glándulas salivales de la Drosophila melanogaster, la mosca de la fruta, cómo el cromosoma presentaba pocos minutos después de ser sometidas a incrementos en la temperatura ambiental, engrosamientos en diferentes lugares del ADN. Estos abultamientos del ADN correspondían al incremento de expresión de genes que codificaban proteínas que fueron posteriormente identificadas por A. Tissières como proteínas del choque térmico, que tenían distinto peso molecular, pero entre las que sobresalía una de 70.000 daltons y que se conoce como la HSP70.

## Producción de las HSP por las células
La expresión de las HSP, presentes en pequeñas cantidades en todas las células, está aumentada por muchos factores de estrés como:
- Aumento de temperatura: Un incremento de unos 5 grados de la temperatura normal de la célula desencadena una rápida síntesis de proteínas de choque térmico, siendo en pocos minutos entre el 15 y el 25 % de las proteínas celulares HSP.
- Disminución de temperatura.
- Cambios en la presión osmótica.
- Presencia de sustancias tóxicas, como toxinas, quimioterapia, drogas, alcohol.
- Aumento de presión.
- Ambiente con pH extremos.
- Presencia de metales pesados.
- trauma
- Isquemia.
- Radiaciones ionizantes.

Debido a que las HSP aumentan en cualquier situación estresante para un organismo, es decir, en cualquier condición que supera las fluctuaciones normales de las funciones del organismo (homeostasis), el nombre adecuado debería ser el de proteínas de respuesta al estrés. Sin embargo, en la literatura científica predomina la denominación de proteínas del choque térmico.

## Mecanismo de acción de las HSP
Las proteínas son macromoléculas que están compuestas por la unión de cientos de aminoácidos en cadenas que se pliegan para adquirir una conformación tridimensional. Esta conformación terciaria es la que permite a la proteína realizar su función. Las situaciones de estrés como el calor, alteran la conformación terciaria de las proteínas, desplegando las cadenas de aminoácidos, exponiendo los aminoácidos hidrofóbicos al agua y provocando la pérdida de función de la proteína. Este fenómeno se denomina desnaturalización de las proteínas. Las proteínas desnaturalizadas se agregan al atraerse entre sí por sus aminoácidos hidrofóbicos. Las HSP ayudan a la célula a conservar o degradar las proteínas desnaturalizadas, uniéndose a ellas para evitar que se agreguen, marcándolas para luego destruirlas, o manteniendo las cadenas de polipéptidos desplegadas en un estado competente, para que una vez que el estrés haya cedido, puedan volver al plegamiento inicial, recuperar su conformación tridimensional y por lo tanto recuperar su función. Aunque en el estado competente la proteína no puede realizar su función por no estar plegada en su estructura terciaria, los aminoácidos que componen la proteína siguen unidos en su estructura primaria, dispuestos para adquirir la conformación tridimensional.

## Proteínas de respuesta al estrés y chaperonas moleculares
Las HSP siempre están presentes en las células, aunque su concentración aumenta en situaciones de estrés. Un tipo de HSP son las chaperonas, que son unas proteínas que ayudan al plegamiento de otras recién sintetizadas en la síntesis de proteínas. Estas chaperonas no forman parte de la estructura primaria de la proteína funcional, sino que sólo se unen a ella para ayudar en su plegamiento, ensamblaje y transporte celular a otra parte de la célula donde la proteína realiza su función. Los cambios de conformación tridimensional de las proteínas pueden estar afectados por un conjunto de varias chaperonas que trabajan coordinados, dependiendo de su propia estructura y de la disponibilidad de las chaperonas.